# رولف مولر (ملحن)
رولف مولر (بالألمانية: Rolf-Hans Müller)‏ (و. 1928 – 1990 م) هو ملحن، وعازف بيانو، وموزع (موسيقى)، ومؤلفو موسيقى تصويرية، وموزع موسيقي ألماني، ولد في درسدن، يستخدم آلات بيانو، توفي في بادن بادن، عن عمر يناهز 62 عاماً.

## وصلات خارجية
- رولف مولر على موقع IMDb (الإنجليزية)
- رولف مولر على موقع ميوزك برينز (الإنجليزية)
- رولف مولر على موقع قاعدة بيانات الأفلام السويدية (السويدية)
- رولف مولر على موقع أول ميوزيك (الإنجليزية)
- رولف مولر على موقع ديسكوغز (الإنجليزية)
- رولف مولر على موقع قاعدة بيانات الفيلم (الإنجليزية)
- رولف مولر على موقع كينوبويسك (الروسية)

- رولف مولر في قاعدة بيانات الأفلام على الإنترنت